# Nurmagomied Gadżyjew
Nurmagomied Gadżyjew (azer. Nurməhəmməd Hacıyev; ur. 9 stycznia 1996 roku) – azerski zapaśnik walczący w stylu wolnym. Brązowy medalista mistrzostw Europy w 2018 i 2019. Wicemistrz igrzysk europejskich w 2019; piąty w 2015. Triumfator igrzysk Solidarności Islamskiej w 2017. Trzeci w Pucharze Świata w 2017. 
Mistrz świata juniorów w 2015. Mistrz Europy juniorów 2014. Wygrał ME U-23 w 2016 i drugi w 2015 roku.